# Тюймылькы
Тюймылькы (устар. Тымель-Кы) — река в России, протекает по территории Ямало-Ненецкого автономного округа. Устье реки находится в 4 км по левому берегу Пеляжьей протоки, впадающей в Таз в 359 км от устья по левому берегу. Длина реки составляет 28 км.

## Данные водного реестра
По данным государственного водного реестра России относится к Нижнеобскому бассейновому округу, водохозяйственный участок реки — Таз. Речной бассейн реки — Таз.
Код объекта в государственном водном реестре — 15050000112115300069589.